# جکلین دورن
جکلین دورن (انگلیسی: Jacqueline Durran؛) یک طراح لباس اهل بریتانیا است. 

## گزیده فیلمشناسی
- آنا کارنینا (۲۰۱۲)
- تعمیرکار خیاط سرباز جاسوس (۲۰۱۱)
- سالی دیگر (۲۰۱۰)
- بی غم (۲۰۰۸)
- غرور و تعصب (۲۰۰۵)
- کفاره (فیلم) (۲۰۰۷)
- ورا دریک (۲۰۰۴)